# Zaitzkofen (Adlkofen)
Zaitzkofen ist ein Gemeindeteil der Gemeinde Adlkofen im niederbayerischen Landkreis Landshut.

## Lage
Das Dorf Zaitzkofen liegt etwa dreieinhalb Kilometer nördlich von Adlkofen im Isar-Inn-Hügelland.

## Geschichte
Um 1300 wird Zaitzkofen im Urbar, einem Güterverzeichnis des Herzogs von Bayern als Lehen zusammen mit dem „Schmied von Zaitzkofen“, der ältesten Schmiede in weitem Umkreis, erwähnt. In erster Linie diente die Schmiede den Bewohnern von Zaitzkofen und Besuchern aus Wolfstein. Aus älterer Zeit stammte die Kirche Martin von Tours. Es wird vermutet, dass sie eine Eigenkirche des größten Hofes war. Sie wurde in den Zeiten der Aufklärung in Bayern in der zweiten Hälfte des 18. Jahrhunderts abgerissen. Am 25. Februar 1784 forderte die kurfürstliche Regierung in Landshut den Landrichter von Teisbach auf, die Kirche unverzüglich zu „demolieren“. Im Herbst des Jahres verfügte Bischof Anton Ignaz Graf von Fugger, dass die fundierten Gottesdienste (Jahrtage für deren Abhaltung ein Vermögen angelegt worden war) in der Pfarrkirche in Adlkofen zelebriert, das Bild des Kirchenpatrons Martin und die anderen Kunstwerke dorthin verbracht und Verkaufserlöse der Pfarrstiftung zur Verfügung gestellt werden sowie ein Kreuz an der Stelle errichtet wird, wo zuvor das Gotteshaus gestanden hatte. Der Widerstand, der sich in der Bauernschaft gegen den Abriss formiert hatte, konnte nicht verhindern, dass der damalige Pfarrer Hofbauer den Abriss vorantrieb und vollendete. Bis zur Aufhebung der Grundherrschaft 1848 gehörten Zaitzkofen und zwei benachbarte große Höfe in Pöfflkofen den Wittelsbachern.

## Wirtschaft
Auf einem Hügel bei Zaitzkofen befindet sich ein kreisförmiges, zehn Meter hohes Stahlgerüst mit einem Durchmesser von 30 Metern. Es dient als „Funkfeuer Moosburg“ dem Flughafen München als Flugsicherungsnavigationsanlage.
Die „Schmiede von Zaitzkofen“ wird heute noch – allerdings als Kunstschmiede – von den Meistern Georg Stemberger senior und junior fortgeführt.
Die Bodenrichtwerte 2011/2012 in Zaitzkofen sind wie folgt:
- baureifes Land / unbeplanter Innenbereich: € 55,--
- Ackerland: € 6,--

### Land- und Forstwirtschaft
Zaitzkofen ist ein durch Landwirtschaft geprägter Ort.
Als Besonderheit, die auf das Mittelalter und die damals gemeinsam bewirtschafteten Wiesen, Weiden und Wälder zurückgeht befindet sich am Dorfrand noch immer ein sogenannter Gmoagrund. Mit der Deutschen Gemeindeordnung 1934 wurde dieses Vermögen der Gemeinde Wolfsbach zugeschlagen und ging mit der Gebietsreform 1974 in das Vermögen der Gemeinde Adlkofen über.

## Baudenkmäler

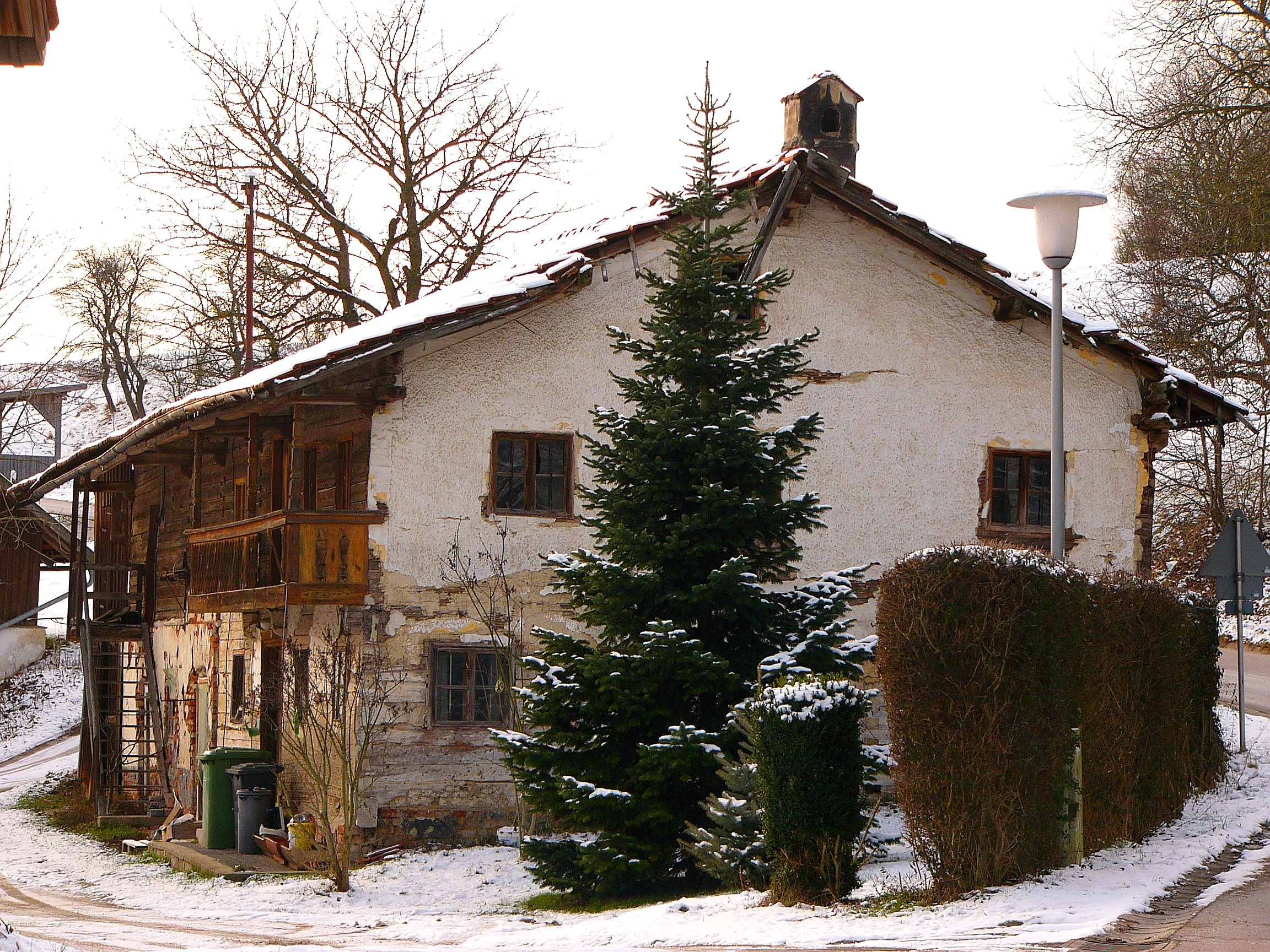
Wohnstallhaus aus dem 19. Jahrhundert

Es gibt eine Kapelle in Zaitzkofen. Vom Anfang des 19. Jahrhunderts stammt ein zweigeschossiges Wohnstallhaus mit Flachsatteldach. Es wurde als Blockbau mit Traufschrot errichtet. Der Stallteil ist teilweise aus Ziegelstein gebaut.